# Estulano Inácio Parreira
Estulano Inácio Parreira (Angra do Heroísmo, 10 de Janeiro de 1808 — Lisboa, 2 de Dezembro de 1877) foi um militar do Exército Português.

## Biografia
Foi filho de Mateus Francisco Parreira e de D. Escolástica Guilhermina Parreira.
Apoiou de forma convicta os princípios liberais, aderiu à revolução de 22 de Junho de 1828, indo, neste dia memorável à então Vila da Praia, conjuntamente com Teotónio de Ornelas Bruges, Manuel Homem da Costa Noronha e António José Pais Júnior, tratar do desarmamento das tropas, o que ardilosamente conseguiram.
Foi capitão de voluntários, e esteve no combate de 11 de Agosto de 1829. Exerceu vários cargos electivos. Foi Governador Civil do Distrito de Angra do Heroísmo.